# Monacos Grand Prix 2001
Monacos Grand Prix 2001 var det sjunde av 17 lopp ingående i formel 1-VM 2001.

## Resultat
1. Michael Schumacher, Ferrari, 10 poäng
2. Rubens Barrichello, Ferrari, 6
3. Eddie Irvine, Jaguar-Cosworth, 4
4. Jacques Villeneuve, BAR-Honda, 3
5. David Coulthard, McLaren-Mercedes, 2
6. Jean Alesi, Prost-Acer, 1
7. Jenson Button, Benetton-Renault
8. Jos Verstappen, Arrows-Asiatech
9. Enrique Bernoldi, Arrows-Asiatech
10. Kimi Räikkönen, Sauber-Petronas

### Förare som bröt loppet
- Ralf Schumacher, Williams-BMW (varv 57, elsystem)
- Tarso Marques, Minardi-European (56, transmission)
- Fernando Alonso, Minardi-European (54, växellåda)
- Heinz-Harald Frentzen, Jordan-Honda (49, olycka)
- Giancarlo Fisichella, Benetton-Renault (43, växellåda)
- Jarno Trulli, Jordan-Honda (30, hydraulik)
- Luciano Burti, Prost-Acer (24, växellåda)
- Pedro de la Rosa, Jaguar-Cosworth (18, hydraulik)
- Mika Häkkinen, McLaren-Mercedes (15, styrning)
- Olivier Panis, BAR-Honda (13, styrning)
- Juan Pablo Montoya, Williams-BMW (2, snurrade av)
- Nick Heidfeld, Sauber-Petronas (0, olycka)

## VM-ställning
| Förarmästerskapet 1. Michael Schumacher, Ferrari, 52 2. David Coulthard, McLaren-Mercedes, 40 3. Rubens Barrichello, Ferrari, 24 | Konstruktörsmästerskapet 1. Ferrari, 76 2. McLaren-Mercedes, 44 3. Williams-BMW, 18 |